# George Washington Campbell
George Washington Campbell (Tongue, 9 febbraio 1769 – Nashville, 17 febbraio 1848) è stato un politico statunitense.
Fu deputato, senatore, membro della suprema corte di giustizia del Tennessee, ambasciatore statunitense in Russia e 5° Segretario degli Stati Uniti per il Tesoro dal febbraio all'ottobre del 1814. Fu il trisnonno dell'industriale italiano Gianni Agnelli.

## Biografia

### I primi anni
Nato in Scozia, George Washington Campbell emigrò successivamente negli USA nello stato del Carolina del Nord nel 1772 con i suoi genitori. Studiò quindi al "College of New Jersey" (poi chiamato Università di Princeton) ove si diplomò nel 1794 ed iniziò a studiare diritto. Venne ammesso a praticare nel foro di Knoxville, nel Tennessee.

### La carriera politica
Eletto deputato nel 1803 per il Tennessee, prestò servizio in questa camera dal 1805 al 1809, durante l'8º, il 9º ed il 10º congresso. Durante quest'ultimo congresso fu a capo della Ways and Means Committee. Nel 1804 egli divenne noto anche per aver condotto dei procedimenti di impeachment che coinvolsero il giudice John Pickering, del distretto del New Hampshire, ed il giudice Samuel Chase, Associate Justice of the Supreme Court of the United States.
Egli lasciò il congresso nel 1809 e divenne giudice del tribunale della corte suprema del Tennessee ove rimase sino al 1811.

### Al senato ed il servizio diplomatico
Tornato in politica, Campbell divenne senatore per il Tennessee per ben due volte, dal 1811 al 1814 dopo le dimissioni di Jenkin Whiteside, e nuovamente dal 1815 al 1818. Dopo il suo primo servizio, quando si dimise l'11 febbraio 1814 ottenne l'incarico di segretario al tesoro degli Stati Uniti d'America, sotto il presidente degli Stati Uniti d'America James Madison (4º presidente). Egli fece ritorno al senato il 10 ottobre 1815 e prestò servizio nella commissione finanziaria sino alle sue dimissioni il 20 aprile 1818; in quest'occasione egli accettò l'incarico di ambasciatore statunitense presso l'Impero russo, incarico che mantenne sino al 1821. Campbell fu anche membro della French Spoliation Claims Commission nel 1831.

### Segretario del Tesoro
Nominato Segretario al tesoro da James Madison, Campbell dovette fronteggiare i disordini finanziari causati dalla Guerra del 1812. Il congresso non aveva saputo recuperare la First Bank of the United States dopo la sua estinzione nel 1811 e le appropriazioni durante la guerra non risultarono disponibili, pertanto Campbell dovette convincere gli americani ad acquistare i titoli del governo che però vennero provvisti di esorbitanti interessi. Nel settembre del 1814 gli inglesi occuparono Washington, D.C. e ancora una volta il credito disponibile per il governo venne abbassato. Campbell non ebbe successo nella sua campagna per raccogliere denaro a favore del governo e si dimise dalla sua posizione nell'ottobre del 1814, dopo appena otto mesi di amministrazione, disilluso e malato.
Morì nel 1848 e venne sepolto nel Nashville City Cemetery a Nashville, nel Tennessee, accanto alla moglie Harriot Stoddert Campbell.